# شلمن (کمون)
شلمن (به فرانسوی: Chalamont) یک کمون در کشور فرانسه است که در Canton of Chalamont واقع شده‌است.

## خصوصیات
شلمن ۳۲٫۸۸ کیلومترمربع مساحت و ۲٬۲۳۶ نفر جمعیت دارد و ۲۸۵ متر بالاتر از سطح دریا واقع شده‌است.